# New Left

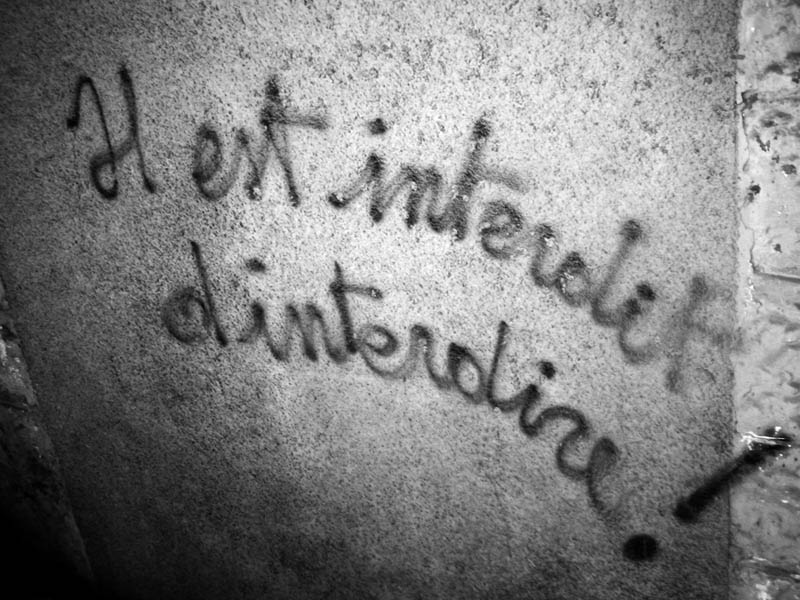
Vietato vietare, celebre slogan usato dalla sinistra radicale degli anni sessanta, essenzialmente d'impronta situazionista

New Left (Nuova Sinistra) è un'espressione utilizzata per indicare quei movimenti emersi dalla controcultura anni '60, nonché di sinistra radicale, che hanno avuto origine nel Regno Unito e negli Stati Uniti d'America.
Il termine nouvelle gauche era già di uso corrente nella Francia degli anni '50. Associato a France Observateur e al suo editore Claude Bourdet, tentava di modellare una terza posizione, tra le tendenze socialdemocratiche e staliniste e i due blocchi della guerra fredda.

## Storia
Il filosofo tedesco Herbert Marcuse può essere considerato il "padre della nuova sinistra". 
Costui rifiutava una visione marxista ortodossa del proletariato rivoluzionario, criticando anche le società avanzate che riteneva usassero ricchezza,  scienza e tecnologia non per alleviare la povertà, bensì per promuovere aggressività, dominio e violenza. Le sue opere contestavano palesemente la distruzione ambientale, il razzismo, il sessismo e altre forme di oppressione.
Le origini di questo movimento possono essere inoltre ricondotte alle confuse reazioni del Partito Comunista degli Stati Uniti d'America e del Partito Comunista del Regno Unito in merito alla Rivoluzione ungherese del 1956 che portò alcuni intellettuali a sviluppare un approccio maggiormente democratico alle questioni culturali e sociali.
Convinti della necessità di rifondare il socialismo a partire da una lettura critica della storia del movimento operaio internazionale e alla luce degli orrori del “socialismo reale”, intellettuali quali Edward Palmer Thompson, Raymond Williams, Charles Wright Mills diedero vita a numerose riviste con l’obiettivo sia di promuovere un ripensamento critico dell’ortodossia marxista, rispetto alla quale erano diffidenti per il determinismo che vi riscontravano e la metafisica hegeliana della dialettica, sia di elaborare una teoria socialista che fosse in grado di interpretare efficacemente il nuovo contesto politico e storico, nonché le nuove caratteristiche della società del benessere.
Proprio il sociologo Wright Mills, autore della Letter to the New Left ("Lettera alla Nuova Sinistra"), scritta nel 1960, tratteggiò delle teorie focalizzate su istanze riguardanti l'alienazione, il disagio, 
la legalizzazione delle droghe, l'autoritarismo, il rifiuto dei valori tradizionali della famiglia, dell'ordine sociale, dei ruoli di genere e altre problematiche della società moderna.
Le innovazioni introdotte nei suoi studi dividevano l’analisi dell’opera di Marx in degli assi portanti: rapporto tra struttura e sovrastruttura, tra classe, sfruttamento del lavoro e coscienza di classe, polarizzazione di classe e impoverimento assoluto, il soggetto agente della trasformazione, lo Stato e le sue funzioni, il concetto di classe dominante, il determinismo economico e la concezione della storia.
La sua formazione culturale lo conduceva a rifiutare il Marx filosofo della storia, a ritrarsi da quello che considerava il carattere metafisico del materialismo dialettico e ripiegare su un marxismo valido come metodo di analisi storico-sociale, senza cadere però nella costruzione di leggi del cambiamento rigide e prefissate, che escludevano la possibilità della libera azione delle persone e dei soggetti collettivi.
Il concetto di struttura sociale andava riformulato secondo le categorie della sociologia del potere, andare oltre Marx con l’ausilio di Max Weber.
Nel capitalismo moderno il motore del cambiamento e della lotta politica non poteva evidentemente essere ricondotto alla sola struttura economica; era necessario considerare il peso e l’influenza esercitata dalle istituzioni del potere politico e militare.
La compiuta organizzazione della New Left si concretizzò tramite lo Students for a Democratic Society (SDS, Studenti per una Società Democratica), un articolato movimento studentesco il cui radicale programma era ispirato i principi della "Dichiarazione di Port Huron", un manifesto scritto da Tom Hayden nel 1962 che risentiva fortemente delle istanze e delle lotte del movimento per i diritti civili e aveva punti di contatto con l'ideologia kennediana della Nuova Frontiera.
Temi quali democrazia diretta, potere studentesco, lotta contro l'autoritarismo accademico, contrarietà alla corsa agli armamenti, campagna per il disarmo nucleare, necessità di nuove analisi per porre termine alle forme di sfruttamento, opposizione all'Establishment ne caratterizzarono l'azione.
Verso la fine degli anni sessanta, l'SDS iniziò a dividersi a causa del dissenso interno e dell'aumento della penetrazione dei teorici della Old Left (Vecchia Sinistra) e si dissolse nel 1969. Alcune sue fazioni estremiste, come i Weather Underground e la Symbionese Liberation Army, emersero dopo dopo qualche tempo.
In quegli anni si distinse anche il Free Speech Movement (FSM, Movimento per la Libertà di Parola) nel 1964 nei campus dell'Università della California a Berkeley.
Sorto in risposta alle restrizioni imposte alle attività politiche nei campus universitari, prevedeva l'occupazione degli edifici amministrativi delle università e dei campus di tutto il Paese e fu capeggiato da Mario Savio.
La Nuova Sinistra comprendeva anche gruppi anarchici e radicali hippie.
In Italia il soggetto sociale che promosse e diffuse la Scuola di Francoforte e il pensiero di Marcuse era rappresentato dai giovani intellettuali contestatori e da quell'area di cultura radical-marxista eretica che si era formata attorno alle riviste della nuova sinistra negli anni Sessanta. 
Il marxismo che in quell'ambiente maturava era rivoluzionario, diverso da quello rivendicato dalla sinistra classica. 
La teoria critica esercitò certamente un'influenza sul Movimento Studentesco e su alcuni gruppi e organizzazioni alla sinistra del PCI, principalmente Democrazia Proletaria, sebbene la profonda componente utopica dei francofortesi, lontana dalle certezze rivoluzionarie di certo marxismo eretico di quegli anni, il rifiuto di fornire ricette politiche, l'analisi spietata dell'integrazione del proletariato, costituissero elementi discutibili e inevitabilmente soggetti a dissenso.

## Ideologia
Questi movimenti composti da attivisti del mondo occidentale dissentivano dalla sinistra tradizionale, orientata prevalentemente al lavoro e alla lotta di classe, in ragione di una nuova visione di obiettivi di giustizia sociale, di contrarietà all'imperialismo, per una consapevolezza ambientalista e di tutela delle minoranze.
A parere di alcuni esponenti difensori della classe operaia, le teorie della New left hanno contribuito all'affermazione del capitalismo sulla lotta della classe lavoratrice in quanto convintamente incentrate su categorie differenti, lobby di potere e borghesia comprese.
Alcune delle critiche che si muovono contro la New Left riguardano la sua incoerenza: prendendo ad esempio il femminismo borghese, che paradossalmente ha smesso di lottare per la parità di genere, portando avanti delle campagne di odio misandriche, talvolta contrastando i principi di uguaglianza di genere, promuove la prostituzione quale emancipazione femminile contro capitalismo e patriarcato, nonostante storicamente la prostituzione stessa fosse stata una pratica alla quale il genere femminile ricorse per colpa di questi ultimi.